# Lynden Edhart
Lynden Edhart (* 4. Oktober 2005) ist ein niederländischer Fußballspieler. Er spielt beim FC Utrecht, wo er für die zweite Mannschaft zum Einsatz kommt, und ist niederländischer U18-Nationalspieler.

## Karriere im Verein
Lynden Edhart begann mit dem Fußballspielen bei Rijswijkse Haaglandia und wechselte später in die Jugendabteilung von Sparta Rotterdam, bevor er über einen Umweg beim SV DSO bei ADO Den Haag landete. In der Sommerpause 2022 wechselte er dann zum FC Utrecht, wo er für die zweite Mannschaft zum Einsatz kam. In der Saison 2022/23 kam Edhart in 30 von 38 Partien zum Einsatz.

## Nationalmannschaftskarriere
Lynden Edhart kam für die U18 der Niederlande zum Einsatz.